# Mikroregion Unaí

Mikroregion Unaí

Mikroregion Unaí – mikroregion w brazylijskim stanie Minas Gerais należący do mezoregionu Noroeste de Minas.

## Gminy
- Arinos
- Bonfinópolis de Minas
- Buritis
- Cabeceira Grande
- Dom Bosco
- Formoso
- Natalândia
- Unaí
- Uruana de Minas